# Peter Sidlund Ponkala
Peter Sidlund Ponkala, född 9 oktober 1980, är en svensk HBTQI-aktivist som sedan 2023 är förbundsordförande för RFSL. Han har bland annat verkat för transpersoners rättigheter, rätten till god sexuell hälsa och för ett förbud av omvändelseterapi. Därtill har han verkat för ökad jämställdhet liksom inkludering vid våldspreventivt arbete i partnerrelationer. Sidlund Ponkala är bosatt i Stockholm.